# Districtul Minden-Lübbecke
Districtul Minden-Lübbecke este un district rural (în germană: Landkreis) situat în landul Renania de Nord-Westfalia, Germania.